# Đặng Ngọc Quỳnh
Đặng Ngọc Quỳnh (sinh ngày 9 tháng 11 năm 1963) là một chính trị gia người Việt Nam. Ông nguyên là Trưởng Ban Nội Chính Tỉnh ủy Hưng Yên. Ông từng là đại biểu Quốc hội Việt Nam khóa 13 nhiệm kì 2011-2016 thuộc đoàn đại biểu tỉnh Hưng Yên, Ủy viên Ủy ban Đối ngoại của Quốc hội khóa 13. Trước đó, ông từng là Phó Chủ tịch thường trực UBND tỉnh Hưng Yên; Giám đốc Sở Kế hoạch và Đầu tư tỉnh Hưng Yên.

## Xuất thân
Ông sinh ngày 9 tháng 11 năm 1963, người dân tộc Kinh, không theo tôn giáo nào. Ông có quê quán ở xã Tân Minh, huyện Yên Mỹ, tỉnh Hưng Yên.

## Giáo dục
Ông có trình độ học vấn là Thạc sỹ kinh tế, Kỹ sư Thủy lợi.
Ông có trình độ lí luận chính trị là Cử nhân chính trị.

## Sự nghiệp
Ông gia nhập Đảng Cộng sản Việt Nam vào ngày 23/9/1992.
Ông là Đại biểu Quốc hội Việt Nam khóa 13 nhiệm kì 2011-2016 thuộc đoàn đại biểu tỉnh Hưng Yên, đồng thời là Tỉnh ủy viên, Bí thư Chi bộ, Giám đốc Sở Kế hoạch và Đầu tư tỉnh Hưng Yên, Ủy viên Uỷ ban Đối ngoại của Quốc hội, làm việc ở Sở Kế hoạch và Đầu tư tỉnh Hưng Yên.
Năm 2014, ông được bầu là Phó Chủ tịch UBND tỉnh Hưng Yên.
Năm 2022, ông được bầu là Trưởng Ban Nội Chính Tỉnh ủy Hưng Yên.
Năm 2024, ông nghỉ hưu.